# Саврай
Саврай (укр. Саврай) — левый приток реки Псёл, протекающий по Великобагачанскому и Решетиловскому районам Полтавской области.

## География
Длина — 14 км. Река течёт преимущественно в южном направлении. Река южнее селе Подол (Великобагачанский район). Впадает в реку Псёл, юго-западнее села Шиловка (Решетиловский район).
Долина неглубокая. Русло слабоизвилистое, в верховье — канализировано (в истоке русло расходится на два канала). На реке создано несколько прудов. В верхнем течении река летом пересыхает. В приустьевой части река проходит по заболоченной пойме Псёла. На протяжении всей длины реки пойма очагами заболочена с тростниковой и луговой растительностью.
Крупных притоков нет.

## Населённые пункты
Населённые пункты на реке от истока к устью: Мушты, Шиловка.